# 기학 상
기학 상 (출생: 1947년)은 대한민국의 기업가이자 산업가이며, 영원 코퍼레이션(YOUNGWONE Corporation)의 창립자이자 회장이다. 그는 전 세계 의류 및 섬유 산업에 기여한 공로로 널리 알려져 있다. 방글라데시 정부의 수석 고문 무하마드 유누스 교수가 투자 회의의 공식 개막식에서 기학 상에게 명예 시민증을 수여했다.

## 초기 생애 및 경력
기학 상은 1947년 대한민국에서 태어났다. 학업을 마친 후 그는 한국 군대에서 18개월간 훈련을 받았다. 그는 아버지의 냉동창고 사업에 합류하지 않고, 의류 산업에서 일하기로 결심했다. 25세에 한 의류 회사에서 영업 사원으로 일을 시작했고, 짧은 시간 안에 스웨덴과 미국 시장에 대한 전문성을 쌓았다. 1974년 그는 두 명의 파트너와 함께 영원 코퍼레이션을 설립하고 서울 교외에 첫 공장을 세웠다.

## 활동

### 방글라데시에서의 활동
1979년, 기학 상은 방글라데시에 의류 공장을 설립할 가능성을 살펴보기 위해 방문했다. 당시 방글라데시는 유럽 시장에 쿼터 없는 접근 권한을 가지고 있었다. 1980년 5월, 그는 현지 파트너들과 함께 영원 방글라데시 리미티드를 설립했다. 초기에 250명의 직원으로 간단한 의류 주문으로 사업을 시작했으며, 이후 빠르게 성공을 거두어 1984년에는 1,800만 달러의 수출 실적을 달성했다. 1986년에는 방글라데시 파트너들과 분리되어, 치타공 수출가공구역(CEPZ)에 자체 공장을 설립했다.

### 확장 및 전 세계 활동
1980~90년대에 영원 코퍼레이션은 베트남, 우즈베키스탄, 엘살바도르, 에티오피아 등 여러 국가로 사업을 확장했다. 1988년 이 회사는 한국 증시에 상장되었다. 1991년 4월, 치타공에서 대형 태풍이 발생해 영원의 공장이 파괴되었다. 당시 기학 상은 직접 현장에 머물며 구조 및 재건을 지휘했으며, 이 사건 이후 노동자들에게 각별한 애정을 느끼고 방글라데시에 더 많은 투자를 하게 되었다.

### 코리안 수출가공구역 (KEPZ)
1990년대 중반, JICA(일본국제협력기구)의 한 프로젝트에 참여하면서 기학 상은 민간 소유의 수출가공구역(EPZ) 설립에 영감을 받았다. 그는 1995년에 공식적으로 KEPZ 프로젝트를 시작했다. 이 프로젝트는 아노와라 지역의 황량한 사막 지대—현지에서 ‘텍사스’라 불림—에 조성되었다. 방글라데시 정부는 영원을 위해 2,500에이커 이상의 토지를 수용하고 민간 EPZ를 허용하는 새로운 법을 제정했다. 그러나 인허가, 환경 허가, 토지 등기를 받는 데 영원은 25년 넘게 기다려야 했다. 결국 2011년에 KEPZ의 첫 번째 공장이 운영을 시작했다. 이곳은 빗물 저장소 및 친환경 인프라를 통해 홍수를 막을 수 있게 설계되었으며, 매년 약 5억 갤런의 빗물을 저장하고 50%의 지역을 녹지로 보존하고 있다.
2025년 기준, 영원 코퍼레이션은 전 세계적으로 85,000명 이상의 직원을 고용하고 있으며, 그 중 약 70,000명이 방글라데시에 있다. 회사의 연간 수익은 25억~30억 미국 달러로, 그 중 큰 부분이 방글라데시에서 발생한다.

## 참고자료
1. ↑  모하잔, 수조이 (2025년 4월 9일). “국가적 인정을 받은 기학 상은 누구인가”. 《প্রথম আলো》 (벵골어). 2025년 4월 10일에 확인함.
2. ↑  bdnews24.com. “방글라데시 경제에 대한 기여: 기학 상, 명예 시민증 수여”. 《bdnews24.com》 (영어). 2025년 4월 10일에 확인함.
3. ↑  “‘의류 거물’ 기학 상, 명예 시민증 수여”. 2025년 4월 9일. 2025년 4월 10일에 확인함.
4. ↑  Pratik (2025년 4월 10일). “영원 회장 기학 상, 방글라데시 명예 시민증 수여”. 《দৈনিক আজাদী》 (미국 영어). 2025년 4월 10일에 확인함.